# Green River (musikalbum)
För övriga betydelser, se Green River
Green River är rockbandet Creedence Clearwater Revivals tredje studioalbum, utgivet i augusti 1969. Det gavs ut på Fantasy Records i Nordamerika och Liberty Records i Europa. 
Albumet blev betydligt mer framgångsrikt än det föregående Bayou Country och blev deras första albumlistetta i USA. På sina två föregående album hade bandet ofta med åtminstone en cover, så även här. Men nu lät man John Fogerty ta ett stort ansvar med skrivandet av låtarna med nytt material, och pressen kan sägas ha färgat av sig på låtarna då flera av dem har förebådande deprimerande texter. Musiken i sig är renodlad tung rock and roll.
Titelspåret "Green River" och Bad Moon Rising" släpptes som singlar från albumet och båda nådde andraplatsen på amerikanska singellistan. "Commotion" och "Lodi" släpptes som b-sidor men nådde trots det placering på Billboardlistan. "Bad Moon Rising" blev gruppens första och enda singeletta i Storbritannien och även en populär hit i stora delar av övriga Europa.

## Låtlista
Alla låtar är skrivna och komponerade av John Fogerty, om inte annat anges.. 
| 1. | Green River               |  | 2:36 |
| 2. | Commotion                 |  | 2:44 |
| 3. | Tombstone Shadow          |  | 3:39 |
| 4. | Wrote a Song for Everyone |  | 4:57 |

| 1. | Bad Moon Rising                  |                                       | 2:21 |
| 2. | Lodi                             |                                       | 3:13 |
| 3. | Cross-Tie Walker                 |                                       | 3:20 |
| 4. | Sinister Purpose                 |                                       | 3:23 |
| 5. | The Night Time Is the Right Time | Nappy Brown, Ozzie Cadena, Lew Herman | 3:09 |

- Sida ett och två kombinerades på CD utgåvor, och låtarna fick spårnummer 1–9.

| 10. | Broken Spoke Shuffle                                        |  | 2:39 |
| 11. | Glory Be                                                    |  | 2:48 |
| 12. | Bad Moon Rising (Live in Berlin, September 16, 1971)        |  | 2:07 |
| 13. | Green River/Susie Q (Live in Stockholm, September 21, 1971) |  | 4:28 |
| 14. | Lodi (Live in Hamburg, September 17, 1971)                  |  | 3:19 |

## Medverkande
- Doug Clifford - bas, trummor
- Stu Cook - bas, trummor
- John Fogerty - gitarr, sång
- Tom Fogerty - gitarr, sång

## Listplaceringar
| Lista (1969)   | Position                  |
| -------------- | ------------------------- |
| Finland        | 11                        |
| Frankrike      | 2                         |
| Kanada         | 2 (RPM)                   |
| Nederländerna  | 20                        |
| Norge          | 5 (VG-lista)              |
| Storbritannien | 20 (UK Albums Chart)      |
| Sverige        | 6* (Kvällstoppen)         |
| USA            | 1 (Billboard 200)         |
| USA            | 26 (Billboard R&B Albums) |
| Västtyskland   | 11                        |